# Maestro del Papagayo

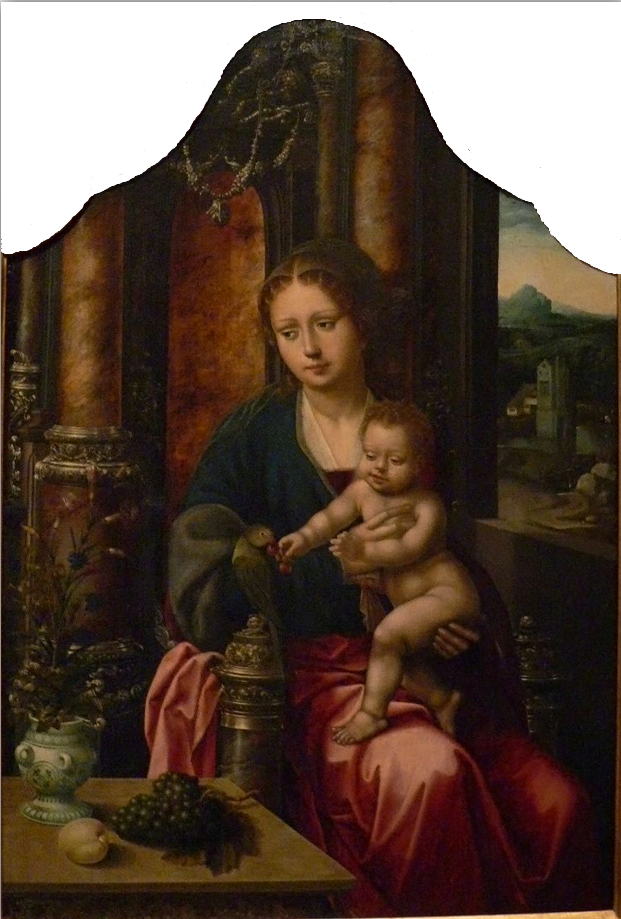
Virgen con el Niño y papagayo, Museo de Arte de San Diego.

Maestro del Papagayo es la denominación que la historiografía del arte da a un pintor flamenco de nombre desconocido que trabajó principalmente en Amberes en la primera mitad del siglo XVI.
Fue dado a conocer por el estudioso de la pintura flamenca Max Friedländer en un artículo publicado en 1949, en el cual agrupó un conjunto de obras homogéneas. Algunos críticos consideran que, más que de un único pintor, debería hablarse de un "Taller del Papagayo", dado que hay ciertas desigualdades en el estilo de las obras que se le atribuyen.
La mayoría de sus obras son retratos y composiciones religiosas, especialmente de la Virgen con el Niño, que juega con un papagayo o loro, de ahí el nombre que se le asigna al maestro. Sus pinturas se reconocen por una serie de rasgos característicos, como los dedos y uñas largos, el rostro ancho y la nariz fina. Su estilo guarda similitudes con las obras del Maestro de las Medias Figuras y otros artistas flamencos como Joos van Cleve, Jan Gossaert y Ambrosius Benson.
Muchas de sus obras se destinaron a la exportación, por lo que dados los lazos comerciales entonces existentes, muchas de ellas acabaron en España, donde están representadas en el Museo del Prado (San Pablo escribiendo, La muerte de Lucrecia y La Virgen dando el pecho al Niño Jesús), el Museo de Bellas Artes de Sevilla (Sagrada Familia, anteriormente atribuida a Pieter Coecke van Aelst), el Museo de Bellas Artes de Bilbao (Virgen y Niño) y diversas colecciones privadas.